# Kirche Gelenau

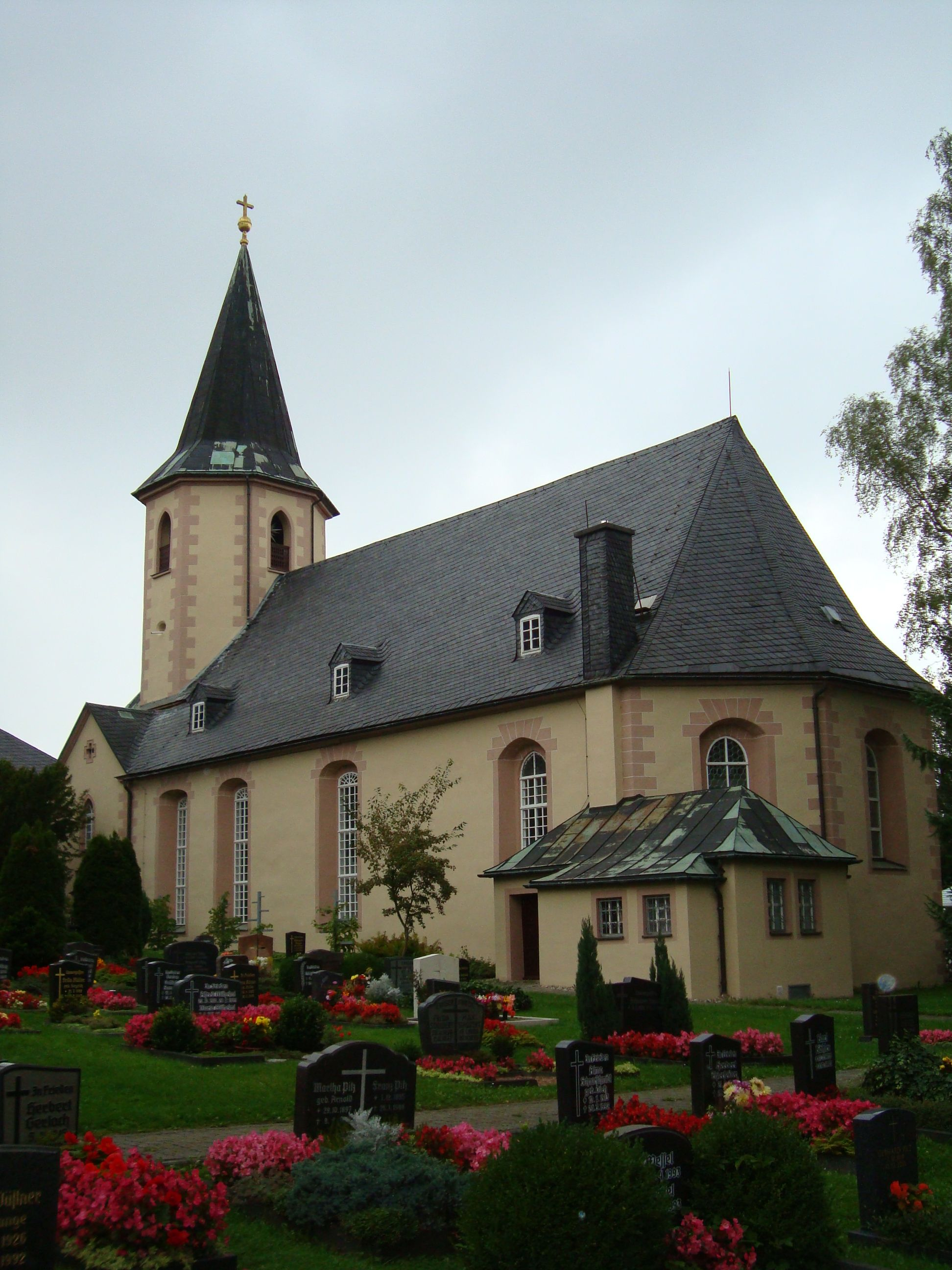
Kirche Gelenau

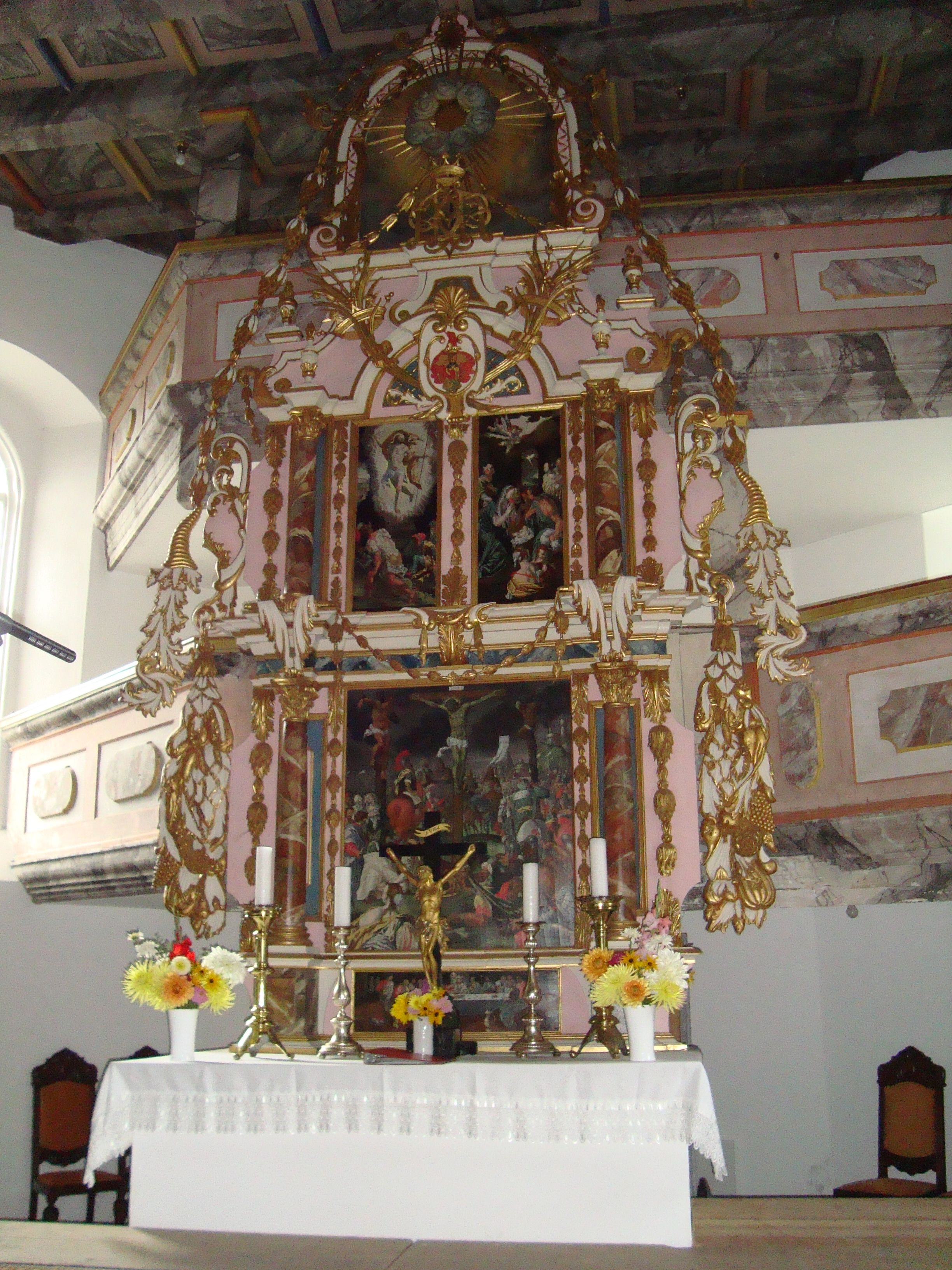
Altar

Die evangelische Kirche Gelenau ist eine Saalkirche des Manierismus in Gelenau/Erzgeb. im Erzgebirgskreis in Sachsen. Sie gehört zum Kirchengemeindeverband Greifensteinregion im Kirchenbezirk Annaberg der Evangelisch-Lutherischen Landeskirche Sachsens.

## Geschichte und Architektur
Die Saalkirche von 1584 hat eine beachtenswert reiche Innenausstattung. Sie wurde als Putzbau mit Eckrustizierung und eingezogenem Chor mit Fünfachtelschluss ausgeführt. Der Turm im Westen wurde 1872 mit oktogonalem Glockengeschoss und seitlichen Treppenhäusern mit Spitzbogenfenstern versehen. Das Innere ist mit einer marmoriert bemalten Felderdecke auf Balkenunterzügen geschlossen. Der Raum ist nahezu vollständig von hölzernen Emporen mit reich profilierten Gesimsen umgeben, die an der Nordseite zweigeschossig sind und aus der zweiten Hälfte des 17. Jahrhunderts stammen. Die Patronatsloge an der Nordseite ist mit kunstvoll bemalten Brüstungsfeldern und Wappen geschmückt.

## Ausstattung
Das Hauptstück der Ausstattung ist ein barocker Altar, der 1724 von Hans Dietrich von Schönberg gestiftet wurde. Er zeigt in der Predella eine gemalte Darstellung des Abendmahls, im Mittelfeld eine figurenreiche Kreuzigungsdarstellung, darüber die Geburt und die Himmelfahrt Jesu Christi.
Die Kanzel und die Taufe aus Sandstein wurden 1581 als künstlerisch wertvolle Arbeiten von Andreas Lorentz aus Freiberg geschaffen. Der von einer gedrehten Säule gestützte Kanzelkorb ist mit Relieffiguren der Evangelisten in Segmentbogenfeldern gestaltet; am Fuß sind Reliefs geflügelter männlicher Figuren angebracht, deren Füße in Fischschwänzen enden. Am Treppenaufgang sind Reliefs mit den Darstellungen von Moses mit den Gesetzestafeln, Taufe und Kreuzigung Christi sowie die Wappen derer von Schönberg sowie von Kursachsen angeordnet.
Ein Epitaph erinnert an Joachim I. von Schönberg und an seine Gemahlin und wurde von Andreas Lorentz (datiert 1581) geschaffen, ähnlich demjenigen desselben Meisters in der Kirche Sayda. Auf Grund seiner ungewöhnlichen Größe (4,34 × 3,5 m) verdeckt es die Fenster der Südseite zum Teil. Über dem Sockel mit Inschrifttafel sind die gefassten Relieffiguren des Verstorbenen und seiner Familie zu sehen, flankiert von zwei verkröpften Porphyrsäulen; das Gebälk zeigt reichen Wappenschmuck. Im Aufsatz ist ein Relief mit der Darstellung des Jüngsten Gerichts angeordnet. An der Nordwand ist eine feingestaltete Schnitzfigur der Anna selbdritt vom Anfang des 16. Jahrhunderts vom Meister der Freiberger Domapostel aufgestellt. Ein reicht verzierter Beichtstuhl befindet sich am Fuß der Kanzeltreppe; der Aufsatz ist kunstvoll geschnitzt und mit Akanthusranken (18. Jahrhundert) abgeschlossen.
Die Orgel ist ein Werk von Jehmlich aus dem Jahr 1931 mit 27 Registern auf zwei Manualen und Pedal.